# Agfacommando

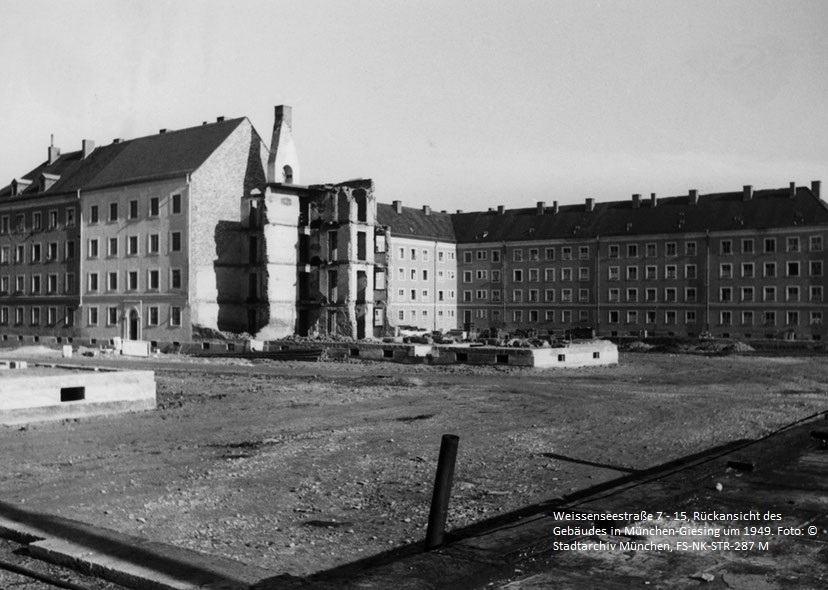
Achterkant van Weißenseestraße 7–15, november 1949

Het Agfacommando was van 12 september 1944 tot 30 april 1945 een van de 169 buitencommando's van concentratiekamp Dachau, dat gebruikt werd voor de productie van wapenonderdelen. In totaal waren in het kamp ongeveer zevenhonderd vrouwen geïnterneerd; gemiddeld ruim vijfhonderd: tweehonderd uit Nederland en ongeveer driehonderd uit Oost- en Zuidoost-Europa, voornamelijk Polen. Zij verrichtten dwangarbeid in de fabriek van Agfa Kamerawerke (indertijd een onderdeel van IG Farben) in de Tegernseer Landstraße 161 in München-Giesing, een voorstad van München op ongeveer 23 kilometer van Dachau. De fabriek richtte de productie vanaf 1941 geheel op de behoeften van de Wehrmacht en er werd een groeiend aantal dwangarbeiders ingezet, onder wie een groot aantal politieke gevangenen.
De gevangenen assembleerden ontstekingen voor granaten die werden ingezet door het Duitse luchtafweergeschut, en onderdelen voor V1- en V2-raketten. In januari 1945 staakte een deel van de gevangenen als reactie op de schaarste aan eten, wat in de concentratiekampen een unieke daad van verzet was. De productie van de fabriek werd op 23 april 1945 stilgelegd en de gevangenen werden geëvacueerd. Het kamp werd op 30 april bevrijd door het Amerikaanse leger.

## Buitencommando
Vanaf het begin van de Tweede Wereldoorlog zette de SS concentratiekampgevangenen in voor de wapenindustrie. Dit was nodig om de Duitse oorlogsindustrie op gang te houden. Veel arbeiders werden in het leger ingezet, waardoor een tekort aan werkkrachten ontstond. Dit tekort werd onder meer aangevuld met gevangenen uit de concentratiekampen, die veelal in buitencommando's werden ondergebracht. IG Farben - het bedrijf dat ook het gas Zyklon B produceerde dat in de gaskamers werd gebruikt - was een van de koplopers. Het bedrijf maakte gebruik van duizenden gevangenen van Auschwitz.
De term buitencommando (Außenlager of Außenkommando) werd gebruikt voor de verspreid liggende detentiecentra die onder het gezag van een concentratiekamp vielen dat door de SS geleid werd. Een buitencommando had een SS-commandant en sommige gevangenen vervulden bepaalde functies zoals blokoudste (Blockälteste) of kampoudste (Lagerälteste). Deze buitencommando's vormden een netwerk van kampen door heel Duitsland. De meeste gevangenen bleven dag en nacht in het kamp. Er waren daarnaast ook groepen gevangenen die 's avonds naar Dachau werden teruggestuurd om daar te overnachten.
De meeste gevangenen in Dachau werden ingezet als dwangarbeider. Dachau was het grootste en meest vertakte kampcomplex van het nationaalsocialistische regime; het had 169 buitencommando's en leverde arbeidskrachten aan 197 bedrijven, vooral in de wapenindustrie. Naast Agfa maakten ook andere gerenommeerde bedrijven als BMW, Messerschmitt, Volkswagen, Krupp en Siemens gebruik van deze goedkope werkkrachten.

## Indeling van het kamp

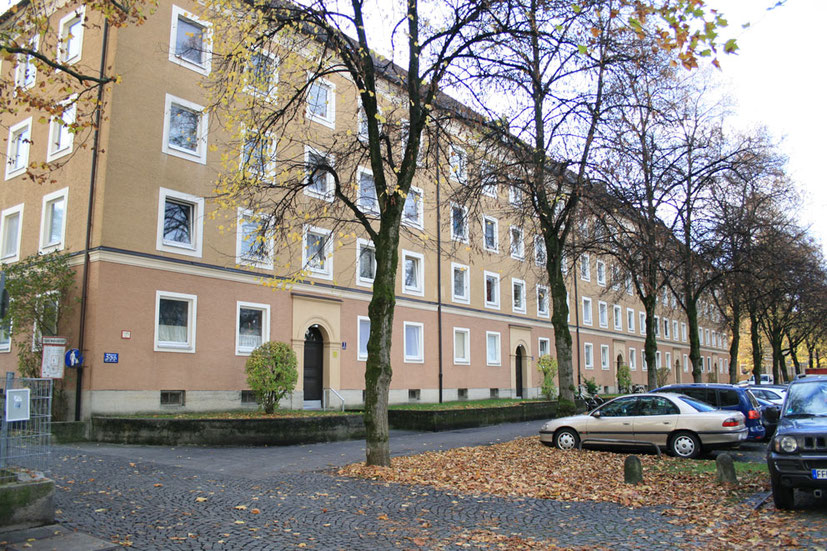
Het voormalige buitenkamp Weißenseestraße 7–15 in 2017

De gevangenen waren gehuisvest in een groot, nog niet afgebouwd U-vormig appartementencomplex van vier verdiepingen in de Weißenseestrasse 7-15 in München-Giesing. Aan de voorzijde waren meer dan veertig vensters, aan de zijkanten twintig, maar een zijkant was al tijdens de bouw ingestort door een bombardement. Door de bombardementen zaten er geen ruiten meer in de vensters. De huisvesting was verdeeld in drie blokken: twee voor de Oost-Europese en een voor de West-Europese vrouwen. Elk blok telde verscheidene huizen en in elk daarvan waren drie of vier kamers, een toilet en een vertrek met een geëmailleerde gootsteen en een kraan; in iedere kamer huisden zes tot acht vrouwen. Midden in de U van het appartementencomplex stond een apart houten gebouw, waarin de eetzaal was ondergebracht. Rondom het complex was een omheining van prikkeldraad geplaatst met vier wachttorens. De commandant, bewakers en Aufseherinnen woonden in een huis buiten het kamp. Het complex lag op twintig minuten lopen van de Agfafabriek in de Tegernseer Landstrasse.

## De gevangenen
Vanaf 1941 werd een groeiend aantal dwangarbeiders bij Agfa Kamerawerke tewerkgesteld. De gevangenen werden de eerste jaren 's avonds weer naar het concentratiekamp Dachau teruggebracht. Pas in september 1944 werd een buitencommando in München-Giesing ingericht. De kampcommandant trad op 12 september 1944 in functie en op 13 september kwamen vijfhonderd Poolse vrouwen uit concentratiekamp Ravensbrück aan.
Over de Poolse vrouwen is weinig bekend. Velen van hen waren gevangengenomen als represaille voor de opstand in het getto van Warschau van 1943. De Duitse historicus Ludwig Eiber noemt een veertigjarige Poolse die op 7 oktober 1944 stierf. Half oktober werden 250 van hen teruggestuurd naar Ravensbrück en uitgewisseld met tweehonderd overwegend Nederlandse vrouwen. Na een vluchtig onderzoek van de archivaris in Ravensbrück zouden veertien van hen in Ravensbrück omgekomen zijn. In december 1944 wisten twee Poolse vrouwen uit het Agfacommando te ontsnappen nadat ze verkleed als Jozef en Maria hadden deelgenomen aan een kerstspel. Volgens een onbevestigd bericht werden op 25 februari 1945 twintig Poolse vrouwen bij een bombardement gedood. Ten minste 25 Poolse vrouwen zijn in april 1945 in Zweden aangekomen.
De meeste Nederlandse vrouwen waren politieke gevangenen, na verraad gearresteerd wegens verzetswerk. Een groot deel van de groep bestond uit vrouwen uit Kamp Vught die tot september in de voormalige Michelinfabriek in 's-Hertogenbosch te werk waren gesteld, waar zij voor Continental Gummi-Werke AG gasmaskers moesten maken. Toen de geallieerde troepen begin september 1944 Vught naderden, werd het kamp ontruimd. Ongeveer 650 vrouwen werden op transport gesteld naar Ravensbrück, onder wie ook vrouwen uit de strafgevangenis in Scheveningen en Kamp Haaren. Een maand later werden 193 Nederlandse vrouwen en 11 vrouwen uit andere West-Europese landen naar het Agfacommando gestuurd. Tegelijk met hen kwamen 50 vrouwen uit Oost en Zuidoost-Europa aan, onder wie 21 partizanen uit Slovenië.
Kort voor de sluiting van de fabriek werden negen gedwongen prostituees uit het hoofdkamp Dachau in het Agfacommando ondergebracht. Ook onder de Nederlandse vrouwen bevonden zich vijf of zes prostituees. Zij waren gearresteerd omdat zij Wehrmachtsoldaten met geslachtsziekten zouden hebben besmet. In het kamp maakten zij zich soms verdienstelijk door de bewakers af te leiden.
Twee Nederlandse vrouwen zijn kort voor de bevrijding overleden.

### Bekende gevangenen
| - Marie Bartette - Betty Bergen - Tiny Boosman-van Delft - Bep Binkhorst - Johanna Bruins - Gijsberta van Garderen - Carla Gastkemper - Simone Guillissen-Hoa - Willemijn van Gurp - Liesbeth Hermsen | - Suzy van Hall - Leonie van Harssel - Kiky Heinsius - Grada van Horen - Ada van Keulen - Jobs van Laar - Ella Lingens - Renny van Ommen-de Vries - Leonie Overgoor - Annie Post | - Mientje Proost - Hanny van Rossum-Krijgsman - Joukje Smits - Cis Suijs - Hetty van der Togt - Betty Trompetter - Mary Vaders - Dolly de Vries - Kek Yzerdraat |

## Leven in het kamp
De eerste berichten over het Agfacommando verschenen in Prisoners of fear van Ella Lingens. Zij was arts en zat als politiek gevangene in Auschwitz en was enige tijd geplaatst in het Agfacommando. Haar voorstelling van dit buitencommando riep bij de Nederlandse overlevenden heftige protesten op, omdat zij hen onder andere als naïef beschreef en feiten verkeerd weergaf. Daarop brachten verschillende vrouwen hun eigen verhaal naar buiten. Het uitvoerigste verslag is van Kiky Gerritsen-Heinsius. Ook de Franse Marie Bartette heeft haar ervaringen op schrift gesteld. Alle vrouwen beschrijven het verblijf in München als een enorme verbetering ten opzichte van de "hel" van Ravensbrück.
De gevangenen werkten in drie fabriekshallen aan de lopende band van 6.30 uur tot 17.00 uur. Doordat zij samenwerkten met jonge Duitse vrouwen, kon de bewaking niet doen en laten wat zij wilde. De dwangarbeidsters zijn dan ook niet mishandeld. Wel hebben zij erg geleden onder de honger en kou, de slechte hygiënische omstandigheden en ontoereikende kleding, met vele ziekten als gevolg. Tijdens de talrijke bombardementen schuilden zij in de kelder van de fabriek of van het appartementencomplex, terwijl de Duitsers naar een echte schuilkelder gingen. In december en januari werd het werk zelfs twee weken stilgelegd, omdat de fabriek ernstig beschadigd was en er noodzakelijke reparatiewerkzaamheden moesten worden uitgevoerd.
In maart 1945 ontvingen de Franse, Belgische en Poolse vrouwen voor het eerst voedselpakketten van hun nationale Rode Kruisvereniging. De Nederlandse vrouwen waren sinds de evacuatie van kamp Vught geheel verstoken van contact met thuis; zij ontvingen post noch voedselpakketten. Wel zorgde de commandant er in april voor dat zij een deel van de pakketten van het Belgische Rode Kruis kregen. Onder hen bestond een sterke solidariteit, vooral onder kamergenoten. Na het werk werd er veel samen gezongen en gebeden. Ook werden er wel borduurwerkjes gemaakt, onder meer met draden uit de kleding en dekens, op de papieren tussenlagen van de onderdelen voor de ontstekingsklokjes, de zogenaamde "rondjes" (zie de afbeeldingen).
Hoofd van de bewaking was commandant Kurt Konrad Stirnweis, luitenant van de Waffen-SS en veteraan uit de Eerste Wereldoorlog. Uit de verhalen van oud-gevangenen komt Stirnweis als een correct man naar voren. Verscheidene vrouwen hebben zich er na de oorlog hard voor gemaakt dat hij vrijuit zou gaan en ten minste vier vrouwen hebben hem zelfs bedankbrieven gestuurd.
Zijn assistent was de Let Alexander Djerin, er waren tien Aufseherinnen en een Oberaufseherin.

## Sabotage
De ontstekingen die door de vrouwen werden geassembleerd, bepaalden het moment van de ontploffing van de luchtafweergranaten. Deze waren gevoelig voor sabotage. Geregeld kwamen kisten met afgekeurde ontstekingen terug naar de fabriek. Ten minste een van de gevangenen werd als straf onderworpen aan een schijnexecutie. Tegen het eind van hun gevangenschap wisten de vrouwen de ontstekingen zo in te stellen dat ze al op de grond ontploften in plaats van in de lucht. Het kamp werd kort daarna geëvacueerd, zodat zij hiervoor niet meer ter verantwoording werden geroepen. Ook gebruikten zij hun verblijf in de kelder van de fabriek tijdens bombardementen om in de olie te plassen en zo de machines onklaar te maken.

## Staking
Op 23 april 1945, toen de oorlog op zijn eind liep en het Amerikaanse leger in de buurt kwam, werd de productie van de fabriek stilgelegd. Dertig Poolse vrouwen werden naar Dachau gebracht waar zij urenlang portretten van Hitler, Goering en andere nazikopstukken, nazivlaggen en propagandabrochures moesten verbranden. Tijdens hun verblijf in het kamp hebben de vrouwen dertien zware bombardementen meegemaakt. In januari 1945 werd de aanvoer van het voedsel uit Dachau over de gebombardeerde wegen te moeilijk. Het eten werd daarom voortaan verzorgd door Agfa en de kwaliteit ging sterk achteruit. De waterige soep werd nog verder aangelengd en er waren steeds meer gevallen van buiktyfus, roodvonk en tuberculose. Toen bovendien de productie opgevoerd zou worden, gingen de Nederlandse vrouwen spontaan in staking en sloten de Sloveense vrouwen zich daarbij aan.
Daar stakingen in de concentratiekampen absoluut verboden waren, zou dit ernstig gestraft kunnen worden. Na terugkeer in het kamp moesten de vrouwen urenlang in de kou op strafappel staan. De Sloveense vrouwen die meegestaakt hadden en niet voor het appel waren opgeroepen, meldden zich hiervoor vrijwillig aan. Gestapo-agent Willy Bach kwam uit Dachau om de aanstichters te vinden, maar niemand meldde zich. Uiteindelijk konden de vrouwen duidelijk maken dat zij onmogelijk konden werken op het dagrantsoen van twee sneetjes brood en waterige soep. De situatie liep betrekkelijk goed af, omdat zij niet tegen de kampleiding maar tegen de fabrieksdirectie in opstand waren gekomen. Wel werd Mary Vaders, die ondanks de druk weigerde de namen van de 'schuldigen' aan te wijzen, door de SS voor straf zeven weken in de bunker van Dachau opgesloten. Na de staking kwam het eten weer uit Dachau. In de geschiedenis van de concentratiekampen is deze staking waarschijnlijk een unieke gebeurtenis.

## Bevrijding
Om de Amerikanen voor te blijven, kreeg de kampcommandant opdracht de gevangenen te evacueren. Op 27 april vertrokken ruim vijfhonderd vrouwen op een dodenmars onder leiding van commandant Stirnweis naar het zuiden. Ze liepen via Grünwald naar Deining en vandaar naar het westen, richting Wolfratshausen. Het gerucht ging dat ze richting Innsbruck gingen, waar een stuwdam zou worden doorgestoken en de gevangenen in het dal verdronken zouden worden. Na twee dagen lopen hoorden zij geruchten dat de Duitse capitulatie ophanden was. Tegen de bevelen van hogerhand in, weigerde Stirnweis in Wolfratshausen met de vrouwen verder te trekken. De Sloveense vrouwen besloten daarop de groep te verlaten en op eigen gelegenheid naar hun land terug te keren. Op 1 mei gaf Stirnweis zich over en droeg de resterende gevangenen over aan de Amerikanen. De zieke en bejaarde vrouwen die in het kamp waren achtergebleven, zijn op 30 april bevrijd.
| |  |  |
| Nel Niemantsverdriet en Renny van Ommen-de Vries in Grünwald met twee Amerikaanse oorlogscorrespondenten, en op vliegveld München op weg naar huis |  |  |

De voormalige gevangenen verbleven in Wolfratshausen op boerderij Walserhof, waar zij goed verzorgd werden. Van de bewaking bleef alleen commandant Stirnweis bij hen achter. Op 4 mei werden de Nederlandse en de andere West-Europese vrouwen naar kamp Föhrenwald overgebracht. Net voor hun vertrek kwamen twee Amerikaanse oorlogscorrespondenten vragen of er vrouwen waren die wilden helpen in de keuken van de villa in Grünwald, waar zij met een groep van 22 waren ondergebracht. Renny van Ommen-de Vries en Nel Niemantsverdriet namen dit aanbod aan en keerden uiteindelijk per vliegtuig naar Nederland terug.
De overige West-Europese vrouwen werden op 15 mei door het Zwitserse Rode Kruis in Föhrenwald opgehaald. Vanuit Zwitserland zijn zij met een speciale trein via Frankrijk en België naar Nederland teruggekeerd. De Poolse vrouwen vertrokken na vier weken via Föhrenwald naar huis.
De eigenaren van de Walserhof, familie Walser, ontvingen na de oorlog onder meer een bedankbrief van de bisschop van Roermond. Veel Nederlandse vrouwen hielden na de oorlog contact met elkaar, onder andere van 21 juli 1989 tot 31 mei 2000 in de Stichting Vrouwen Comité Dachau.

## Processen

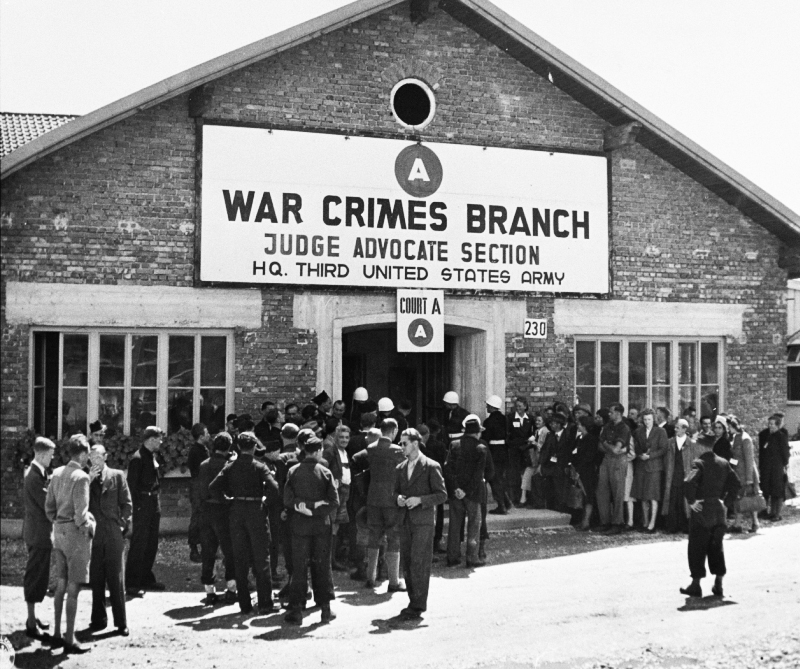
De Dachauprocessen werden gehouden in een van de gebouwen van concentratiekamp Dachau

De Poolse vrouwen, die zich door kampcommandant Stirnweis achtergesteld voelden, bewerkstelligden dat hij gearresteerd werd en naar het Amerikaanse interneringskamp in Moosburg an der Isar overgebracht. Stirnweis werd op 22 mei 1945 veroordeeld tot twee jaar dwangarbeid. Op 17 maart 1947 werd hij tijdens de Dachauprocessen opnieuw berecht in het kader van een revisieproces. In het tweede proces werd vastgesteld dat er geen enkel bewijs was voor de beschuldiging van wreedheden en slechte behandeling van gevangenen die afhankelijk waren van concentratiekamp Dachau en zijn subkampen. De revisie vond plaats nadat nieuwe bewijsstukken aan het dossier waren toegevoegd, waaronder vier bedankbrieven van oud-gevangenen van het Agfacommando. Het militaire tribunaal concludeerde: It is recommended that the findings and sentence be dissapproved (aanbevolen wordt dat de bevindingen en de straf worden afgekeurd). Stirnweis werd daarop vrijgelaten.
De assistent van Stirnweis, Alexander Djerin, werd bij de Dachauprocessen wegens zijn wreedheden veroordeeld tot zes jaar gevangenisstraf met ingang van 6 mei 1945. Zijn proces was in januari 1947 eveneens onderwerp van een revisie maar de uitspraak werd niet herzien. Gestapoagent Willy Bach werd in 1955 bij toeval herkend door een ex-gevangene en in 1956 veroordeeld tot zes jaar gevangenisstraf, onder andere vanwege zijn wrede verhoortechnieken.

## Sluiting van Agfa Kamerawerke

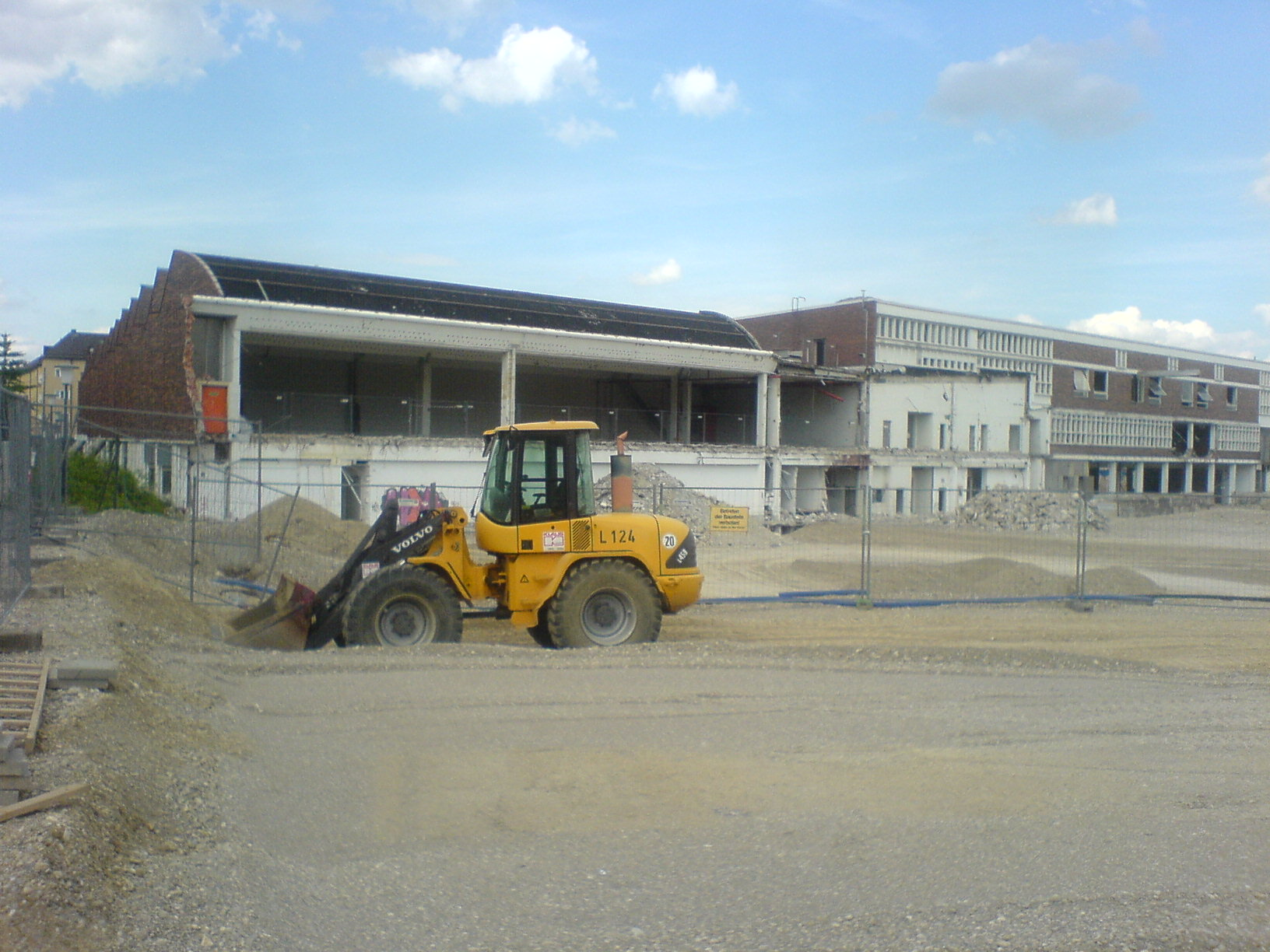
Sloop van de Agfafabriek in 2011

Na de oorlog, in 1951, werd IG Farben opgesplitst in de oorspronkelijke samenstellende bedrijven, naast Agfa waren dat Bayer en Basf. Agfa werd hierdoor weer een zelfstandig bedrijf. Een deel van het bedrijfsvermogen van IG Farben, dat in 1942 de grootste onderneming van Nazi-Duitsland was met 190.000 mensen in dienst, werd uitgekeerd aan voormalige Joodse dwangarbeiders, maar andere gevangenen hadden in 1997 nog geen compensatie ontvangen. Het complex van Agfa Kamerawerke werd uitgebreid. Aan de Tegernseer Landstraße werd een flat gebouwd voor directie- en constructiekantoren en onderzoekslaboratoria. In 1964 ging Agfa samen met Gevaert als Agfa-Gevaert. De internationale fotografiemarkt veranderde grondig door de opkomst van de Japanse camera-industrie en concurrentie van Amerikaanse bedrijven. Het Duitse deel van Agfa-Gevaert maakte tussen 1964 en 1982 1,5 miljard DM verlies. Daarop werd de cameraproductie geleidelijk naar het buitenland verplaatst. Op 27 mei 2005 vroeg het bedrijf uitstel van betaling aan en kort daarop werden de werkzaamheden gestaakt. Op 17 februari 2008 werd de hoogbouw opgeblazen, de rest van de fabriek werd in 2011 gesloopt.

## Herdenking
In september 2017 werd in München-Giesing een herdenkingsbijeenkomst voor de dwangarbeiders gehouden. Beeldend kunstenaar Alexander Steig had voor het wooncomplex in de Weissenseestrasse een grote gestileerde camera opgericht en in het voormalige treinstation vonden verschillende lezingen en een paneldiscussie plaats.
In 2021 voerde Dansgroep Haarlem onder leiding van Haya Maëla de dansproductie Dagboek 44 45 uit, die is gebaseerd op het oorlogsdagboek van Hetty van der Togt. Eind april 2022 vond in de Goudse Schouwburg de theatervoorstelling Overleven is herinneren plaats, gebaseerd op de memoires van 28 leden van het Agfacommando. Muziektheatergezelschap Da Vida bracht eind 2022 de documentaire Hoor de vrouwen zingen, met liederen en verhalen uit Kamp Vught van Hetty Voûte, Gisela Söhnlein, David Koker en Lotty Huffener-Veffer.